# Liste der Naturdenkmäler im Bezirk Mistelbach
Die Liste der Naturdenkmäler im Bezirk Mistelbach enthält die Naturdenkmäler im Bezirk Mistelbach.

## Naturdenkmäler
| Foto |                 | Name                                             | ID     | Standort | Beschreibung | Fläche | Datum      |
| ---- | --------------- | ------------------------------------------------ | ------ | --- | --- | ------ | ---------- |
| 0 BW | Datei hochladen | Am Teich                                         | MI-050 | Altlichtenwarth KG: Altlichtenwarth GrStNr: 1179/19 Standort | |        | 20.07.1977 |
| 1    | Datei hochladen | Gersttalen                                       | MI-049 | Altlichtenwarth KG: Altlichtenwarth GrStNr: 877/4; 878/1; 878/2; 819/2; 819/6 Standort | |        | 20.07.1977 |
| 1    | Datei hochladen | Gersttalen-Ziegelofen                            | MI-047 | Altlichtenwarth KG: Altlichtenwarth GrStNr: 818/1 Standort | |        | 20.07.1977 |
| 0 BW | Datei hochladen | Hausbrunner Ziegelofen                           | MI-051 | Altlichtenwarth KG: Altlichtenwarth GrStNr: 2829/2; 2808; 2826 Standort | |        | 30.09.1977 |
| 0 BW | Datei hochladen | Kirchgrund                                       | MI-048 | Altlichtenwarth KG: Altlichtenwarth GrStNr: 1179/19 Standort | |        | 20.07.1977 |
| 0 BW | Datei hochladen | Schilf-Weidengebiet                              | MI-065 | Altlichtenwarth KG: Altlichtenwarth GrStNr: 4660 Standort | |        | 09.03.1981 |
| 0 BW | Datei hochladen | 1 Platane                                        | MI-038 | Asparn an der Zaya KG: Asparn an der Zaya GrStNr: 140 Standort | |        | 19.07.1955 |
| 0 BW | Datei hochladen | "Zaya-Mühlbach-Graben", Baum- und Strauchbestand | MI-064 | Asparn an der Zaya, Mistelbach KG: Asparn an der Zaya, Hüttendorf GrStNr: 2759; 1445/1; 1441/1; 1653; 2760; 3424; 3425; 2759/2; 2759/3; 2759/4; 2760, 3734/1; 3734/2; 3734/3; 1695/3; 1675 Standort | |        | 23.06.1982 |
| 1    | Datei hochladen | "Galgenberg" Trockenrasenflächen                 | MI-090 | Asparn an der Zaya KG: Michelstetten GrStNr: 1605; 1608/1; 1615/2 Standort | |        | 29.03.1996 |
| 1    | Datei hochladen | Baumgruppe                                       | MI-056 | Bernhardsthal KG: Bernhardsthal GrStNr: 1678/2 Standort | |        | 30.01.1980 |
| 0 BW | Datei hochladen | Ödlandfläche                                     | MI-096 | Staatz KG: Enzersdorf bei Staatz GrStNr: 2834/1 Standort | Katastralgemeinden-übergreifendes Naturdenkmal Ödlandfläche (stillgelegte Bahntrasse) zwischen dem Bahnhof Enzersdorf/Staatz und dem Bahnhof Poysdorf in den KG Enzersdorf bei Staatz, Ameis, Kleinhadersdorf und Poysdorf |        | 14.02.2013 |
| 0 BW | Datei hochladen | Dürnberg, Flaumeichenbestand, Baumgruppe         | MI-092 | Falkenstein KG: Falkenstein GrStNr: 1684/1 Standort | |        | 15.02.2000 |
| 0 BW | Datei hochladen | Lindenallee                                      | MI-067 | Fallbach KG: Hagenberg GrStNr: 996/3 Standort | |        | 23.12.1981 |
| 1    | Datei hochladen | Eiche                                            | MI-095 | Gaubitsch KG: Kleinbaumgarten GrStNr: 1623/1; 1657/2 Standort | |        | 26.08.2008 |
| 0 BW | Datei hochladen | "Ried Wiesenfeld"                                | MI-089 | Gaweinstal KG: Gaweinstal GrStNr: 2994; 2995; 2988/11; 2988/9; 2107; 2108; 2988/6; 2988/7; 2988/8; 2988/10 Standort | |        | 05.08.1994 |
| 1    | Datei hochladen | 1 Winterlinde                                    | MI-086 | Gaweinstal KG: Martinsdorf GrStNr: 2220 Standort | |        | 06.04.1990 |
| 0 BW | Datei hochladen | Winterlindenallee                                | MI-087 | Gaweinstal KG: Martinsdorf GrStNr: 1940 Standort | |        | 06.04.1990 |
| 0 BW | Datei hochladen | Schilffläche                                     | MI-070 | Gnadendorf KG: Gnadendorf GrStNr: 257/3 Standort | |        | 07.08.1985 |
| 1    | Datei hochladen | 1 Winterlinde                                    | MI-081 | Großebersdorf KG: Großebersdorf GrStNr: 2163/1 Standort | Anmerkung: richtige Gstnr.: .296 |        | 11.04.1988 |
| 1    | Datei hochladen | 3 Kastanienbäume                                 | MI-082 | Großebersdorf KG: Putzing GrStNr: 1587/4 Standort | |        | 26.07.1988 |
| 0 BW | Datei hochladen | Quelle und Gehölz                                | MI-058 | Großkrut KG: Ginzersdorf GrStNr: 2983 Standort | |        | 26.05.1978 |
| 0 BW | Datei hochladen | Große Waidwiesen und Neurißgraben                | MI-063 | Großkrut KG: Großkrut GrStNr: 4939/2; 4936/2; 4935/2; 4932/2; 4931/2; 4928/2; 4927/2; 4924/2; 4923/2; 4920/2; 4919/2; 4916/2; 4915/4; 4915/3; 4912/2; 4911/2; 4908/2; 4907/2; 4904/2; 4903/2; 4900/2; 4899/2; 4895/2; 4892/2; 4891/2; 4888/2; 4896/2; 4887/7; 4887/8; 4884/2; 4883/2; 4878/2; 4877/4; 4877/3; 4872/2; 4872/1; 4871/2; 4866/2; 4866/1; 4865; 4860; 4859; 4854/2; 4853/2; 4848; 4847; 4843; 4842; 4839; 4838/2; 4838/1; 4835; 4836/3; 4833/3; 4834; 4832/3; 4831; 4830; 4829/3; 4828/3; 4827; 4825/3; 4826; 4824/3; 4823; 4821/6; 4822/2; 4821/5; 4822/1; 4820/4; 4820/3; 4819/4; 4819/3; 4818/3; 4817; 4815/3; 4816; 4814/6; 4813/2; 4814/5; 4813/1; 4811/3; 4812; 4810/4; 4809; 4807/2; 4808; 4803; 4802; 4799; 4798; 4790/1; 4795; 4794; 4789/1; 4785/2; 4784/2; 4781/2; 4780/2; 4777/4; 4777/3; 4776/2; 4773/2; 4772/2; 4769/2; 4768/2; 4765/2; 4764/4; 4764/3; 4761/2; 4760/2; 4757/2; 4756/2; 4753/2; 4752/6; 4752/5; 4752/4; 4749/2; 4748/2; 4745/2; 4744/2; 4741/2; 4740/2; 4737/4; 4737/3; 4735/8 Standort | |        | 12.11.1981 |
| 0 BW | Datei hochladen | Roßweidgraben                                    | MI-060 | Großkrut KG: Großkrut GrStNr: 2409/9; 2409/10; 2409/5; 2408/5; 2407/2; 2365/1; 2365/5; 2366/3 Standort | |        | 10.02.1981 |
| 0 BW | Datei hochladen | Stockerngraben, Feuchtgebiet und Wiesenfläche    | MI-059 | Großkrut KG: Großkrut GrStNr: 2984; 2985; 2986; 2836/5 Standort | |        | 10.02.1981 |
| 0 BW | Datei hochladen | 1 Sommerlinde                                    | MI-018 | Hochleithen KG: Bogenneusiedl GrStNr: 72/1 Standort | |        |            |
| 1    | Datei hochladen | 1 Linde                                          | MI-015 | Hochleithen KG: Wolfpassing an der Hochleithen GrStNr: 2296/4 (neben Kellerparzelle .252) Standort | |        | 20.12.1927 |
| 0    | Datei hochladen | Trockenrasenfläche in der Ried Markleiten        | MI-097 | Poysdorf KG: Kleinhadersdorf GrStNr: 1460 | |        | 43581      |
| 0 BW | Datei hochladen | Ödlandfläche                                     | MI-096 | Poysdorf KG: Kleinhadersdorf GrStNr: 2795 Standort | Katastralgemeinden-übergreifendes Naturdenkmal Ödlandfläche (stillgelegte Bahntrasse) zwischen dem Bahnhof Enzersdorf/Staatz und dem Bahnhof Poysdorf in den KG Enzersdorf bei Staatz, Ameis, Kleinhadersdorf und Poysdorf |        | 14.02.2013 |
| 1    | Datei hochladen | 4 Linden                                         | MI-022 | Laa an der Thaya KG: Hanfthal GrStNr: 1193 Standort | Die Linden stehen vor dem Hanfthaler Frauenbild. |        | 25.09.1934 |
| 1    | Datei hochladen | 1 Sommereiche                                    | MI-039 | Laa an der Thaya KG: Laa an der Thaya GrStNr: 6208 Standort | Die Eiche steht vor dem Laaer Frauenbild. |        | 30.05.1958 |
| 1    | Datei hochladen | 7 Winterlinden                                   | MI-021 | Ladendorf KG: Grafensulz GrStNr: 348 Standort | |        | 22.06.1933 |
| 0 BW | Datei hochladen | Schilffläche „In Wiesen“                         | MI-069 | Ladendorf KG: Grafensulz GrStNr: 367/1; 371; 370; 368; 369 Standort | |        | 12.12.1983 |
| 0 BW | Datei hochladen | 1 Platane, 2 Eiben                               | MI-041 | Ladendorf KG: Ladendorf GrStNr: 175/1 Standort | |        | 07.03.1962 |
| 1    | Datei hochladen | 1 Sommereiche                                    | MI-085 | Ladendorf KG: Ladendorf GrStNr: 638 Standort | |        | 23.03.1990 |
| 1    | Datei hochladen | 1 Sommerlinde                                    | MI-031 | Ladendorf KG: Ladendorf GrStNr: 413; 414 Standort | Anmerkung: richtige Gstnr. 3192 |        | 19.03.1948 |
| 1    | Datei hochladen | Lindenallee                                      | MI-028 | Ladendorf KG: Ladendorf GrStNr: 1845 Standort | |        | 30.05.1938 |
| 1    | Datei hochladen | 1 Stieleiche                                     | MI-068 | Mistelbach KG: Ebendorf GrStNr: 329/1 Standort | |        | 07.02.1983 |
| 1    | Datei hochladen | 1 Winterlinde                                    | MI-078 | Mistelbach KG: Eibesthal GrStNr: 4155/158 Standort | |        | 06.02.1987 |
| 1    | Datei hochladen | 1 Sommerlinde                                    | MI-043 | Mistelbach KG: Frättingsdorf GrStNr: 1823/2 Standort | Anmerkung: richtige Gstnr. 1818/11 |        | 03.01.1964 |
| 1    | Datei hochladen | Feuchtgebiet Roßweide                            | MI-057 | Mistelbach KG: Frättingsdorf GrStNr: 1884; 1886 Standort | |        | 17.12.1980 |
| 0 BW | Datei hochladen | Wiesenfläche, Weiden, Baum- und Strauchgruppen   | MI-062 | Mistelbach KG: Frättingsdorf GrStNr: 1935 Standort | |        | 08.02.1982 |
| 0 BW | Datei hochladen | Zaya-Wiesen                                      | MI-083 | Mistelbach KG: Lanzendorf GrStNr: 142; 154; 199; 219/1; 219/3; 151; 219/2; 224/2; 228; 229; 238; 240; 274; 1898; 200; 201; 202; 203; 143; 205; 152; 153; 206/1; 206/3; 206/4; 212/1; 212/2; 214; 223; 224/1; 233; 234; 148; 239; 149; 241; 242; 243/1; 243/2; 244; 245; 246; 247; 248; 249; 255/1; 255/2; 256/1; 256/2; 257/1; 257/2; 258; 259; 263; 264; 266; 267; 268; 269; 270; 271; 272; 273; 275; 276; 142/2; 142/3; 144; 145; 146; 147; 150 Standort | |        | 20.06.1988 |
| 1    | Datei hochladen | Linde                                            | MI-075 | Mistelbach KG: Paasdorf GrStNr: 6770 Standort | |        | 20.02.1986 |
| 0 BW | Datei hochladen | Galgenberg Trockenrasengebiet                    | MI-053 | Neudorf im Weinviertel KG: Zlabern GrStNr: 2233/1 Standort | |        | 24.03.1978 |
| 0 BW | Datei hochladen | Trockenrasen, Trockenrasenflächen                | MI-093 | Poysdorf KG: Föllim GrStNr: 1693; 1716 Standort | |        | 30.06.2000 |
| 1    | Datei hochladen | 1 Eiche (Kaisereiche)                            | MI-054 | Poysdorf KG: Ketzelsdorf GrStNr: 2316/1 Standort | |        | 08.03.1979 |
| 0 BW | Datei hochladen | Lindenallee                                      | MI-061 | Poysdorf KG: Poysbrunn GrStNr: 350/1 Standort | |        | 20.03.1981 |
| 0 BW | Datei hochladen | Ödlandfläche                                     | MI-096 | Staatz KG: Ameis GrStNr: 2353/1; 2686/1; 2686/2 Standort | Katastralgemeinden-übergreifendes Naturdenkmal Ödlandfläche (stillgelegte Bahntrasse) zwischen dem Bahnhof Enzersdorf/Staatz und dem Bahnhof Poysdorf in den KG Enzersdorf bei Staatz, Ameis, Kleinhadersdorf und Poysdorf |        | 14.02.2013 |
| 1    | Datei hochladen | Staatzer Klippe mit Ruine Staatz                 | MI-052 | Staatz KG: Staatz-Kautendorf GrStNr: 7/1; 7/2; 8; 10/1; 11/1 Standort | |        | 23.01.1978 |
| 1    | Datei hochladen | Hornmelde                                        | MI-080 | Stronsdorf KG: Oberschoderlee GrStNr: 1931/1 Standort | Auf dem Blauen Berg befindet sich ein Vorkommen der in Österreich seltenen Europa-Hornmelde. |        | 19.10.1987 |
| 1    | Datei hochladen | 2 Rosskastanien, 1 Winterlinde                   | MI-072 | Stronsdorf KG: Patzenthal GrStNr: 1915 Standort | Die Bäume des Naturdenkmals stehen rund um die Ortskapelle hl. Maria in Patzenthal. |        | 09.08.1985 |
| 1    | Datei hochladen | Lindenallee                                      | MI-027 | Stronsdorf KG: Stronsdorf GrStNr: 76 Standort | |        | 08.01.1985 |
| 1    | Datei hochladen | 1 Linde                                          | MI-017 | Ulrichskirchen-Schleinbach KG: Kronberg GrStNr: 1440 Standort | |        | 12.05.1981 |
| 1    | Datei hochladen | Feuchtgebiet „In Hangen“                         | MI-084 | Ulrichskirchen-Schleinbach KG: Schleinbach GrStNr: 529/2; 530/2; 533; 534; 537; 538; 541/1; 541/2; 530/1; 542; 550; 551; 543; 556; 557; 558/1; 588/2; 568; 591; 592; 595; 598; 624/2; 596; 613; 614; 617; 618; 623; 624/1; 630/1; 630/2; 631, durch Flurverfahren neue Grundstücksnummern: 2129; 2130; 2131; 2132; 2133; 2134; 2135; 2136; 2137; 2138; 2139; 2140; 2141; 2142; 2143; 2144; 2145; 2146; 2147; 2148; 2149; 2150; 2151; 2152; 2153; 2154; 2155; 2156; 2157; 2158; 2159; 2160; 2161; 2162; 2163; 2164; 2165; 2166; 2167; 2168; 2169; 2170; 2171; 2172; 2173; 2174; 2175; 2176; 2177 Standort | |        | 29.06.1989 |
| 1    | Datei hochladen | Feuchtgebiet auf dem Grundstück Nr. 1810/10      | MI-088 | Ulrichskirchen-Schleinbach KG: Ulrichskirchen GrStNr: 1810/10 Standort | |        | 04.12.1990 |
| 0 BW | Datei hochladen | 2 Hohlwege                                       | MI-091 | Unterstinkenbrunn KG: Unterstinkenbrunn GrStNr: 1836; 1837/1 Standort | |        | 06.10.1998 |
| 1    | Datei hochladen | Heidberg                                         | MI-079 | Wildendürnbach KG: Wildendürnbach GrStNr: 1863; 3031 Standort | |        | 23.10.1987 |
| 0 BW | Datei hochladen | 1 Eiche                                          | MI-014 | Wolkersdorf im Weinviertel KG: Wolkersdorf GrStNr: 860 Standort | |        | 20.12.1927 |

## Ehemalige Naturdenkmäler
| Foto |                 | Name                  | ID     | Standort                                                                     | Beschreibung | Fläche | Datum      |
| ---- | --------------- | --------------------- | ------ | ---------------------------------------------------------------------------- | ------------ | ------ | ---------- |
| 1    | Datei hochladen | Pappelallee Mühlberg  | MI-066 | Altlichtenwarth KG: Altlichtenwarth GrStNr: 4805 Standort                    |              |        | 10.02.1982 |
| 1    | Datei hochladen | Pappelallee Mühlberg  | MI-066 | Bernhardsthal KG: Bernhardsthal, Altlichtenwarth GrStNr: 3756, 4567 Standort |              |        | 10.02.1982 |
| 1    | Datei hochladen | 1 Sommerlinde         | MI-023 | Asparn an der Zaya KG: Michelstetten GrStNr: 72 Standort                     |              |        | 19.06.1935 |
| 1    | Datei hochladen | 1 Bergahorn           | MI-045 | Drasenhofen KG: Stützenhofen GrStNr: 997/3 Standort                          |              |        | 09.12.1964 |
| 0    | Datei hochladen | 1 Stieleiche          | MI-006 | Fallbach KG: Loosdorf GrStNr: 1328/3                                         |              |        |            |
| 0    | Datei hochladen | Sommereichen          | MI-035 | Fallbach KG: Loosdorf GrStNr: 1328/6                                         |              |        | 16.07.1953 |
| 0    | Datei hochladen | 2 Linden              | MI-036 | Gnadendorf KG: Eichenbrunn GrStNr: 1862/2                                    |              |        | 16.10.1953 |
| 0 BW | Datei hochladen | 1 Schwarzföhre        | MI-016 | Kreuzstetten KG: Niederkreuzstetten GrStNr: 450 Standort                     |              |        | 20.12.1927 |
| 0    | Datei hochladen | 1 Robinie             | MI-025 | Kreuzstetten KG: Niederkreuzstetten GrStNr: 60                               |              |        | 20.03.1936 |
| 1    | Datei hochladen | Trauerweide           | MI-094 | Mistelbach KG: Ebendorf GrStNr: 1244/2 Standort                              |              |        | 04.05.2006 |
| 1    | Datei hochladen | 1 Linde               | MI-010 | Mistelbach KG: Hörersdorf GrStNr: 163/18 Standort                            |              |        | 16.04.1998 |
| 0    | Datei hochladen | 2 Eichen              | MI-007 | Stronsdorf KG: Patzmannsdorf GrStNr: 1006                                    |              |        |            |
| 1    | Datei hochladen | 1 Eiche „Bildereiche“ | MI-013 | Wolkersdorf im Weinviertel KG: Wolkersdorf GrStNr: 766/2; 2458/2 Standort    |              |        | 20.12.1927 |
| 0 BW | Datei hochladen | 1 Weisskiefer         | MI-030 | Wolkersdorf im Weinviertel KG: Wolkersdorf GrStNr: 1160 Standort             |              |        | 08.10.1947 |

| Foto:                    | Fotografie des Naturdenkmals. Klicken des Fotos erzeugt eine vergrößerte Ansicht. Daneben finden sich zwei Symbole: \| Weitere Bilder vorhanden \| Das Symbol bedeutet, dass weitere Fotos des Objekts verfügbar sind. Durch Klicken des Symbols werden sie angezeigt. \| \| Eigenes Foto hochladen \| Durch Klicken des Symbols können weitere Fotos des Objekts in das Medienarchiv Wikimedia Commons hochgeladen werden. \| |
| Name:                    | Bezeichnung des Naturdenkmals laut offiziellen Quellen |
| ID                       | Identifikator |
| Standort:                | Es ist die Gemeinde und falls vorhanden die Adresse angegeben. Darunter sind die Katastralgemeinde (KG) und die Grundstücksnummer angeführt. Durch Aufruf des Links Standort wird die Lage des Denkmals in verschiedenen Kartenprojekten angezeigt. |
| Beschreibung             | Kurze Beschreibung des Naturdenkmals |
| Fläche                   | Fläche des Naturdenkmals in Hektar (ha) |
| Datum                    | Datum oder Jahr der Unterschutzstellung |
| Weitere Bilder vorhanden | Das Symbol bedeutet, dass weitere Fotos des Objekts verfügbar sind. Durch Klicken des Symbols werden sie angezeigt. |
| Eigenes Foto hochladen   | Durch Klicken des Symbols können weitere Fotos des Objekts in das Medienarchiv Wikimedia Commons hochgeladen werden. |